# Пуків (зупинний пункт)
Пу́ків — пасажирський залізничний зупинний пункт Тернопільської дирекції Львівської залізниці на неелектрифікованій лінії Ходорів — Березовиця-Острів між станціями Рогатин (6 км) та Підвисоке (11 км). Розташований поблизу села Пуків Івано-Франківського району Івано-Франківської області.

## Пасажирське сполучення
На зупинному пункті Пуків зупиняються приміські дизель-поїзди сполученням Тернопіль — Ходорів